# Schwäbischer Heimatbund
Der Schwäbische Heimatbund (SHB) mit Sitz in Stuttgart gehört zu den großen deutschen Heimatvereinen, die in jedem Bundesland bzw. in jeder großen Region existieren und im Dachverband Bund Heimat und Umwelt in Deutschland zusammengeschlossen sind.

## Geschichte
Als Württembergischer Bund für Heimatschutz wurde der Schwäbische Heimatbund am 12. März 1909 in Stuttgart gegründet. Die Satzung nannte als Vereinsziel, die schwäbische Heimat in ihrer natürlichen und geschichtlich gewordenen Eigenart zu schützen. Ab 1910 nannte man sich Bund für Heimatschutz in Württemberg und Hohenzollern. Nach dem Zweiten Weltkrieg wurde die Vereinsarbeit am 5. Februar 1949 unter dem heutigen Namen Schwäbischer Heimatbund wieder aufgenommen. „Schwäbisch“ bedeutet in diesem Zusammenhang „württembergisch“ inklusive der nördlichen fränkischen Landesteile.
Neben einer Hauptgeschäftsstelle gehören zahlreiche Orts-, Stadt- und Regionalgruppen zu den Organisationseinheiten für rund 6.000 Mitglieder.

## Leitlinien
Seit seiner Gründung gehören Denkmalschutz, Landeskunde, Geschichte und Kunstgeschichte zu den zentralen Aufgaben des Vereins. Nach 1949 gewann auch der Naturschutz an Bedeutung. Zu den Hauptaufgaben des gemeinnützig agierenden Vereins gehört es, die Kultur und Natur Württembergs zu wahren, ihre Geschichte zu erfahren und zu verstehen und die Entwicklung der Heimat vernünftig und respektvoll zu begleiten.
Der Schwäbische Heimatbund steht für einen modernen Heimatbegriff ein, der die Zugehörigkeit zu einer Region oder Landschaft als Grundlage ansieht für einen hohen Grad an persönlicher und kollektiver Identifikation, die nötig ist, um den Wert der natürlichen, historischen und kulturellen Ressourcen zu erkennen und für eine lebenswerte Zukunft einzusetzen. Aus diesem Grund ist der Schwäbische Heimatbund auch bemüht, in Fragen des Natur- und Denkmalschutzes auf verschiedenen gesellschaftlichen und politischen Ebenen Einfluss zu nehmen.
„Staat, Land und Kommunen können nicht alle Probleme allein lösen. Sie brauchen Mitdenker, Mitstreiter und auch Kritiker. Der SHB will auch künftig ein Anwalt sein für dieses Land und wird sich weiterhin überall dort einmischen und engagieren, wo er es aufgrund seiner Satzung für erforderlich hält.“

## Veranstaltungen, Publikationen und Preise
Seit den 1970er Jahren hat sich der SHB auf verschiedene Art über die Region hinaus einen Namen gemacht. Hierzu gehört seine Zeitschrift Schwäbische Heimat, in der vier Mal jährlich Aufsätze von Fachleuten zu den Themen Denkmalschutz, Naturschutz und Landeskunde erscheinen. Mehrmals im Jahr tritt der SHB auch als Veranstalter von Fachtagungen zu diesen Themengebieten in Erscheinung.
Der Schwäbische Heimatbund nimmt seine Aufgabe im Denkmal- und Naturschutz auf verschiedene Weisen wahr. Mit dem seit 1979 jährlich (seit 2007 alle zwei Jahre) gemeinsam mit dem Landesverein Badische Heimat vergebenen Denkmalschutzpreis Baden-Württemberg werden private denkmalpflegerische Leistungen gewürdigt und gefördert. Mit Hilfe der Aktion Kleindenkmale werden überall im Land die zahllosen Kleindenkmale erfasst und dokumentiert. Der seit 1995 ebenfalls jährlich vergebene Kulturlandschaftspreis ehrt und fördert private Leistungen zur Erhaltung und Pflege der Kulturlandschaft. Daneben ist der SHB Veranstalter geführter Reisen mit einem umfangreichen Reiseprogramm sowie einer regelmäßigen Vortragsreihe zu landeskundlichen Themen.
Anlässlich des hundertjährigen Jubiläums stiftete der Schwäbische Heimatbund den Gustav-Schwab-Preis, mit dem Arbeiten zur Geschichte, Literatur und Landeskunde des schwäbischen Raumes ausgezeichnet werden.
Der SHB war auch Mitherausgeber des Schwäbischen Heimatkalenders.